# 蚁居家蚁属
蚁居家蚁属（学名：Formicoxenus）是切叶蚁亚科中的一个属。 

## 物种
- Formicoxenus chamberlini（英语：Formicoxenus chamberlini） (Wheeler, 1904)
- Formicoxenus diversipilosus (Smith, 1939)
- Formicoxenus hirticornis (Emery, 1895)
- Formicoxenus nitidulus（英语：Formicoxenus nitidulus） (Nylander, 1846)
- Formicoxenus provancheri（英语：Formicoxenus provancheri） (Emery, 1895)
- 魁北克蚁居家蚁 Formicoxenus quebecensis（英语：Formicoxenus quebecensis） Francoeur, Loiselle & Buschinger, 1985
- Formicoxenus sibiricus（英语：Formicoxenus sibiricus） (Forel, 1899)